# Палаццо Дольфін-Манін
Палаццо Дольфін-Манін (італ. Palazzo Dolfin-Manin) — палац у Венеції на Гранд-каналі.
Побудований в середині XVI століття архітектором Якопо Сансовіно. Замовником палацу виступив венеційський купець і дипломат Дж. Дольфін. Повна сучасна назва палацу з'явилася після того, як з 1789 по 1797 роки в палаці жив останній дож Венеції Людовіко Манін.